# Okuklje
Okuklje (italsky Occùchie) je malá vesnice a přímořské letovisko v Chorvatsku v Dubrovnicko-neretvanské župě, spadající pod opčinu Mljet. Nachází se na východě ostrova Mljet. V roce 2011 zde žilo celkem 31 obyvatel. Vesnice vznikla v roce 1981, když se oddělila od sousední vnitrozemské vesnice Maranovići.
Sousedními vesnicemi jsou Maranovići a Prožurska Luka.